# Канджин
Канджи́н (кор. 강진군?, 康津郡?, Gangjin-gun) — уезд в провинции Чолла-Намдо, Южная Корея.